# Belascoáin
Belascoáin (em castelhano) ou Beraskoain (em basco) é um município da Espanha na província e comunidade foral (autónoma) de Navarra, com 6,08 km² de área. Tem 6,08 km² de área e em 2021 tinha 117 habitantes (densidade: 19,2 hab./km²). O município faz parte da comarca da Cuenca de Pamplona.

## Demografia
| Variação demográfica do município entre 1991 e 2004 | Variação demográfica do município entre 1991 e 2004 | Variação demográfica do município entre 1991 e 2004 | Variação demográfica do município entre 1991 e 2004 |
| --------------------------------------------------- | --------------------------------------------------- | --------------------------------------------------- | --------------------------------------------------- |
| 1991                                                | 1996                                                | 2001                                                | 2004                                                |
| 85                                                  | 96                                                  | 111                                                 | 119                                                 |